# Cantón de Riaillé
El cantón de Riaillé era una división administrativa francesa, que estaba situada en el departamento de Loira Atlántico y la región de Países del Loira.

## Composición
El cantón estaba formado por cinco comunas:
- Joué-sur-Erdre
- Pannecé
- Riaillé
- Teillé
- Trans-sur-Erdre

## Supresión del cantón de Riaillé
En aplicación del Decreto n.º 2014-243 de 25 de febrero de 2014, el cantón de Riaillé fue suprimido el 22 de marzo de 2015 y sus 5 comunas pasaron a formar parte; cuatro del nuevo cantón de Nort-sur-Erdre y una del nuevo cantón de Ancenis.